# Christophe Dabitch
Christophe Dabitch est un écrivain et scénariste de bande dessinée français né à Bordeaux en 1968.

## Biographie

### Parcours
Après une licence de lettres modernes à l'université Bordeaux-Montaigne, une maîtrise de lettres à la Sorbonne, une maîtrise de sciences politiques à Paris II et un DUT en journalisme (IJBA, Bordeaux), Christophe Dabitch a travaillé comme journaliste indépendant durant quinze ans (Presse écrite et audiovisuelle, presse quotidienne et revue : Sud-Ouest, La Nouvelle République, France 3, Le Festin, Le Passant ordinaire, Le Monde diplomatique, Passages, La Lunette, critique littéraire pour Le Matricule des anges....). Il a réalisé des documentaires et des magazines pour la télévision (Dabic et Dabitch, un cousin serbe pour Arte, Le Dernier exil pour France 3…). 

### Récits et bandes dessinées
Son travail d'écriture a souvent des bases historiques ou documentaires envisagées comme des points de départ à l’imaginaire, à des formes différentes d’écriture, du reportage littéraire ou dessiné jusqu'au récit intime et à la fiction. Il écrit des livres, seul ou avec des dessinateurs et des photographes, des récits et des bandes dessinées dont certains en lien avec ses voyages en ex-Yougoslavie, en Afrique, en Syrie, au Liban ou en France (Futuropolis, Autrement, éditions Filigranes, Le Castor astral, Signes et balises).
Il a travaillé autour de la guerre en ex-Yougoslavie et des identités nationales ; de la vie commune entre chrétiens et musulmans en Syrie à Maaloula, avant la guerre ; des écritures poétiques, Arthur Rimbaud, le flamenco, le hip-hop, Alain Bashung ; des figures de marcheurs comme René Caillié à Tombouctou ou Albert Dadas, le premier « touriste pathologique » ; des questions de droit pour un livre de reportages graphiques en collaboration avec Amnesty International ; de l’histoire coloniale, qu’elle soit française avec la colonne Voulet-Chanoine ou hollandaise avec le parcours du bateau le Batavia ; de l’histoire de l’immigration et ses représentations ; du voyage, proche et lointain ; des traversées de lieux et paysages ; des frontières invisibles au Liban.  

### Bandes dessinées
Christophe Dabitch est exclusivement scénariste, il écrit des scénarios de bandes dessinées en collaboration,  notamment avec Jean-Denis Pendanx (Abdallahi, ou Jeronimus), Benjamin Flao (La Ligne de fuite, ou Mauvais garçons), Nicolas Dumontheuil (La Colonne), Christian Durieux (Le Captivé) ou Jorge Gonzàlez (Mécaniques du fouet, Vies de Sainte Eugénie : récit autour de la figure d'Eugénie Guillou,). 
Il a également écrit deux livres avec deux collectifs de dessinateurs : Immigrants (entretiens dessinés) et Être là, avec Amnesty International (reportages dessinés, éditions Futuropolis) auxquels ont participé entre autres : Piero Macola, Troub's, Manuele Fiore, Jeff Pourquié, Etienne Davodeau, Laureline Mattiussi, Christophe Gaultier, Guillaume Trouillard, Sergio Aquindo, Gabrielle Piquet, Damien Roudeau, Zeina Abirached, Daniel Blancou.

### Récits
Il est l'auteur de récits de voyage, de traversées de lieux et paysage, seul ou en compagnie de dessinateurs et de photographes, en France et dans d'autres pays, notamment Azimut brutal (éditions Signes et balises, 2018), L'adieu au fleuve et Les autres, balade araméenne avec le photographe Christophe Goussard (éditions Filigranes), Voyages aux pays des Serbes avec le dessinateur David Prudhomme (éditions Autrement). Il a publié un récit autour des figures du chorégraphe hip hop Hamid ben Mahi et d'Alain Bashung, Le Corps juste avec Christophe Goussard (éditions Le Castor astral) ainsi que des livres à caractère historique.

### Autres livres
Il a participé à un ouvrage collectif, Journalistes précaires, sous la direction du sociologue Alain Accardo (éditions Agone), à la traduction d'un livre du philosophe des sciences canadien Ian Hacking, L'âme réécrite, (éditions Synthélabo), proposé et co-dirigé une anthologie de textes du journaliste et écrivain Patrick Espagnet, Patrick Espagnet, l'ébranleur des zincs (éditions Le Castor astral).  

### Projets collectifs et autres
Christophe Dabitch anime des ateliers d’écriture, des rencontres littéraires, participe à des expositions et des projets collectifs autour de ses livres ou en lien avec d'autres actions, co-organise des festivals, écrit des textes dans des revues... Avec une équipe (réfugiés politiques, intervenante sociale, dessinatrice, traducteurs...), il a participé en 2018 à l'élaboration d'un guide pratique pour les réfugiés politiques en France après l'obtention de leur statut, Le Guide du réfugié. Il a co-organisé avec Pascale Delpech, traductrice, et d'autres partenaires à Bordeaux en 2018 un festival consacré à l'écrivain Danilo Kiš, Retour à Danilo Kiš. Il a participé en 2017 à l'exposition « 45° Parallèle nord, Azimut brutal » (photographies, sons, textes) imaginée par le photographe Nicolas Lux, avec le compositeur Frédéric Roumagne. Il a  co-organisé à Bordeaux, avec Delphine Leccas et Christophe Goussard, en 2015, un festival consacré aux artistes syriens L'art en marche, artistes syriens d'aujourd'hui.

## Publications
(décembre 2023).

### Récits
- Azimut brutal, (Traversée d'un paysage en ligne droite le long du 45° Parallèle nord, en Dordogne). éd. Signes et balises, 2018.
- L'Adieu au fleuve, avec le photographe Christophe Goussard (Itinéraire intime sur les rives de l'estuaire de la Gironde, de Royan à Bordeaux, une rive en images, une rive en textes). éd. Filigranes, 2015.
- Le Corps juste, Hamid Ben Mahi / Alain Bashung, avec le photographe Christophe Goussard (Evocation du travail du chorégraphe hip-hop Hamid Ben Mahi autour de la figure d'Alain Bashung). éd. Filigranes, 2013.
- Les Autres, balade araméenne, avec le photographe Christophe Goussard (Récit documentaire et fictionnel en Syrie, avant la guerre, dans le village de Maaloula). éd. Filigranes, 2009.
- Les Capucins, géographie du ventre, avec les dessinateurs et photographe Cromwell, Dumontheuil, Escher, Esparbet, Moynot, Pendanx, Prudhomme, Witko. (Approches multiples d'un quartier bordelais, au croisement de nombreuses histoires). éd. Le Cycliste, 2005, rééd. en 2014.
- Lendemains, avec le photographe Grégory Valton (Préface à un travail photographique mené en Serbie). Poursuite éditions, 2005.
- Le Tramway de Bordeaux : une histoire. éd. Sud-Ouest, 2004.
- Voyages aux pays des Serbes, en collaboration avec le dessinateur David Prudhomme (Récit de voyage en Serbie, du nord au sud et au hasard des routes, dix ans après un documentaire réalisé dans ce pays durant les guerres yougoslaves). éd. Autrement, 2003.
- Journalistes précaires, collectif, sous la direction du sociologue Alain Accardo (Travail d'entretiens autour de la précarité et ses conséquences dans le milieu journalistique). éd. Le Mascaret 1998 puis rééd. Agone, 2007.
- Les Cinquante Otages : un assassinat politique (Récit de l'assassinat d'otages à Bordeaux, à la suite de ceux Chateaubriand, par l'occupant nazi en 1941). éd. CMD, 1999.
- L'Âme réécrite, études sur la personnalité multiple et les sciences de la mémoire, du philosophe des sciences canadien Ian Hacking (co-traduction et réécriture). éd. Synthélabo, coll. « Les empêcheurs de tourner en rond », 1997.

### Bandes dessinées
- Mécaniques du fouet, Vies de Sainte Eugénie, avec Jorge Gonzàlez (dessin) (Portrait d’Eugénie Guillou, nonne qui devint spécialiste de la fessée et des mises en scènes sexuelles à Paris à la fin du XIXe siècle). Futuropolis, 2019[10],[11]
- Être là, avec Amnesty International, avec un collectif de dessinateurs : Zeina Abirached, Sergio Aquindo, Daniel Blancou, Christian Durieux, Manuele Fior, Benjamin Flao, Jorge Gonzalez, Piero Macola, Laureline Mattiussi, Jose Munoz, Gabrielle Piquet, Damien Roudeau, Michael Sterckeman, Guillaume Trouillard (Reportages graphiques dans différents pays - France, Allemagne, Angleterre, Grèce, Argentine, Cambodge, Liban - en écho au travail d'Amnesty International, rencontres avec des personnes se battant pour leurs droits). Futuropolis, 2014
- Le Captivé, avec Christian Durieux (dessin) (L'histoire d'Albert Dadas, ouvrier du gaz à Bordeaux à la fin du XIXe siècle, premier " fugueur pathologique " diagnostiqué au monde et de sa rencontre avec le psychiatre Philippe Tissié). Futuropolis, 2014[9].
- La Colonne, avec Nicolas Dumontheuil (dessin), 2 tomes puis Intégrale.(Récit satirique de la mission Voulet-Chanoine en Afrique de l'Ouest, l'histoire méconnue d'un massacre colonial[8]). Futuropolis, 2013[14] et 2014[15].
- Immigrants, avec un collectif de dessinateurs : Étienne Davodeau, Christian Durieux, Benjamin Flao, Manuele Fior, Christophe Gaultier, Simon Hureau, Étienne Le Roux, Krist Mirror, Jeff Pourquié, Diego Dona Solar, Troub's, Sébastien Vassant, (Entretiens mis en dessins avec des personnes devenues Françaises ou en voie de l'être, à Blois, Bordeaux et Paris). Co-éd. Festival BDBoum Blois, Amnesty International, Festival Les Rendez-vous de l'histoire. Futuropolis, 2010.
- Mauvais Garçons, avec Benjamin Flao (dessin), 2 tomes (Le portrait de Manuel et Benito dans le milieu du flamenco à Utrera, en Andalousie, avec les poèmes chantés, les Soleas, qui rythment la vie). Futuropolis, 2009[7].
- La Ligne de fuite, avec Benjamin Flao (dessin) (De Paris jusqu'en Éthiopie, un jeune poète auteur de faux poèmes de d'Arthur Rimbaud dans la revue Le Décadent a pour mission de ramener des vrais poèmes de celui qui a préféré se taire). Futuropolis, 2007[5],[6].
- Jeronimus, avec Jean-Denis Pendanx (dessin), 3 tomes et intégrale (L'histoire du naufrage sur des îles australiennes du bateau le Batavia, de la Compagnie néerlandaises des Indes orientales, la V.O.C., et de celui qui deviendra un tyran sanguinaire, Jeronimus Cornelisz). Futuropolis, 2008 à 2010[4].
- Le Jour où, collectif, contribution à un livre collectif avec Jean-Denis Pendanx, (Une histoire imaginaire sur la chute du Mur de Berlin, dans un mirador le jour où...). Futuropolis et France Info, 2007.
- Abdallahi, avec Jean-Denis Pendanx (dessin), 2 tomes et intégrale (Le journal intime de l'explorateur René Caillié, début 19°, le "découvreur" de Tombouctou[16]), Futuropolis, 2006[2],[3].
- Roi des Mapuche, avec Nicolas Dumontheuil (dessin), 2 tomes puis Intégrale. Futuropolis, 2021[17]. L'histoire romancée d'Antoine de Tounens (sous le nom fictif d'Antoine de Lunens), roi d'Araucanie et de Patagonie.
- Le Passeur de lagunes[18], avec Piero Macola, 2023, Futuropolis

## Prix et distinctions
- 2006 : prix de la bande dessinée historique décerné lors des Rendez-vous de l'histoire de Blois (jury présidé par Pascal Ory), Abdallahi avec Jean-Denis Pendanx[19].

- 2012 : prix Corderie royale - Hermione (jury présidé par Erik Orsenna) pour Jeronimus avec Jean-Denis Pendanx (éditions Futuropolis).
- 2015 : prix Estuaire pour L'Adieu au fleuve (éditions Filigranes).
- 2015 : prix Élisée-Reclus (Festival Les Reclusiennes) pour Immigrants, Être là, avec Amnesty international et Le Captivé (éditions Futuropolis)

.
- 2023 : Prix Cognac de la meilleure BD pour Le Passeur de lagunes[20]